# Wilson Shannon
Pour les articles homonymes, voir Shannon.
Wilson Shannon (Comté de Belmont, 24 février 1802 - Lawrence (Kansas), 30 août 1877) est un homme politique américain.

## Biographie
William Shannon est né dans le comté de Belmont faisant alors parti du Territoire du Nord-Ouest. Il est le fils d'un immigrant irlandais, George Shannon, qui a combattu dans la guerre d’indépendance.
Après avoir fréquenté l'Université de l'Ohio, le Franklin Collège et l'Université transylvania, Wilson Shannon a été reçu au barreau et a commencé à pratiquer le droit en 1830.
Shannon se présenta sans succès à la Chambre des représentants des États-Unis en 1832. Il a ensuite servi comme procureur dans le comté de Belmont de 1833 à 1835, avant de remporter l'élection au poste de gouverneur de l'Ohio en 1838. Il n'est pas réélu en 1840 face au candidat whig, Thomas Corwin, mais prend sa revanche pour un second mandat deux ans plus tard. Shannon démissionna le 15 avril 1844 à la suite de sa nomination par le président John Tyler comme ambassadeur au Mexique. Il n'y reste qu'une année.
Shannon se rendit en Californie au moment de la ruée vers l'or en 1849. À son retour il remporta l'élection à la Chambre des représentants en 1852. Il sert un seul mandat avant d'être nommé par le président Franklin Pierce gouverneur du territoire du Kansas en 1855.
Il prêta serment le 7 septembre 1855 et servit jusqu'au 18 août 1856 date à laquelle il a été démis de ses fonctions. Shannon était connu pour ses sympathies envers le Sud.
Le frère aîné de Wilson Shannon, Thomas Shannon, a servi un mandat à la Chambre des représentants des États-Unis de 1826 à 1827. Son frère aîné, George Shannon, était le plus jeune membre de l'expédition Lewis et Clark.

## Source
- (en) Cet article est partiellement ou en totalité issu de l’article de Wikipédia en anglais intitulé « Wilson Shannon » (voir la liste des auteurs).